# Unfaithful (2002)
Unfaithful (bra: Infidelidade; prt: Infiel) é um filme franco-germano-estadunidense de 2002, dos gêneros drama romântico e suspense, dirigido por Adrian Lyne, com roteiro de Alvin Sargent e William Broyles Jr. adaptado do original de Claude Chabrol para La femme infidèle, de 1969, e estrelado por Richard Gere, Diane Lane, Olivier Martinez, Erik Per Sullivan, Chad Lowe e Dominic Chianese. Conta a história de um casal que vive no subúrbio de Nova Iorque, cujo casamento fica perigosamente ameaçado quando a esposa se envolve em um caso adúltero com um estranho que encontra por acaso.
Unfaithful arrecadou US$52,775,765 milhões na América do Norte e um total de US$119,137,784 milhões no mundo inteiro. Apesar das críticas mistas em geral, Lane recebeu indicações por seu desempenho. Ela ganhou prêmios de melhor atriz da Sociedade Nacional de Críticos de Cinema e New York Film Critics Circle Awards, além de ser indicada ao Globo de Ouro de melhor atriz em filme dramático e ao Oscar de melhor atriz.

## Sinopse
Na cidade de Nova Iorque, Connie Sumner (Diane Lane) sente-se feliz com Edward (Richard Gere), com quem vive há 11 anos e tem um filho, Charlie (Erik Per Sullivan), até que um dia ela tem um encontro acidental com Paul Martel (Olivier Martinez), um francês elegante. Ferida no joelho e sem conseguir andar, ela é convidada por Paul a ir até a sua casa. Os dois acabam se tornando amantes. Desconfiado, Edward contrata um detetive particular para seguir Connie.

## Elenco
- Richard Gere como Edward Sumner
- Diane Lane como Constance "Connie" Sumner
- Olivier Martinez como Paul Martel
- Erik Per Sullivan como Charlie Sumner
- Chad Lowe como Bill Stone
- Dominic Chianese como Frank Wilson
- Erich Anderson como Bob Gaylord
- Michelle Monaghan como Lindsey
- Kate Burton como Tracy
- Margaret Colin como Sally
- Željko Ivanek como detetive Dean
- Gary Basaraba como detetive Mirojnick
- Michael Emerson como Josh
- Damon Gupton como empresário
- Joseph Badalucco Jr. como o maquinista

## Produção
De acordo com o ator Gere, um rascunho do roteiro, que ele leu há vários anos, apresentou os Sumners como sofrendo de um relacionamento sexual disfuncional. Isso justificou Connie por ter um caso. Segundo o ator e o diretor Lyne, o estúdio queria mudar o enredo para que os Sumners tivessem um casamento ruim sem sexo, para criar uma maior simpatia por Connie. Os dois homens se opuseram à mudança; Lyne, em particular, achou que as sugestões do estúdio teriam roubado o filme de qualquer drama: "Eu queria duas pessoas que eram perfeitamente felizes. Eu amei a ideia da natureza totalmente arbitrária da infidelidade". O relacionamento dos Sumners foi reescrito como um bom casamento, com o caso dela como resultado de um encontro casual.

### Elenco
No roteiro original, o personagem Paul era americano, e foi oferecido o papel para Brad Pitt e Ryan Phillippe. O papel de Ed foi oferecido para Robert Redford, George Clooney, John Travolta e Bruce Willis. Já a escolha da atriz para Connie, os produtores queriam que Meg Ryan a interpretasse, mas mudaram de ideia. Jodie Foster, Brooke Shields, Kate Winslet, Kristin Davis e Hilary Swank recusaram o papel, pois estavam ocupadas com outras produções. Angelina Jolie até tentou, mas foi considerada inadequada para a personagem.
Durante a pré-produção, os produtores receberam uma audição em vídeo de Olivier Martinez, que foi selecionado para Paul. Até então, Gere se opunha à ideia de o amante ser interpretado por um ator mais novo e não era especialmente favorável à ideia de um não-americano, "Quando li o roteiro, o papel do amante não tinha sido escrito para um ator tão novo, os dois poderiam ser representados por um ator da minha idade. Mas o Adrian tinha essa ideia. Achei que era um clichê, uma ideia cafona, para falar a verdade", disse Gere. O diretor sabia que não poderia ir radicalmente contra as vontades de seu protagonista, "Testamos vários atores, de todas as idades, assim ninguém se sentiria passado para trás na decisão. Então chegamos a cinco possibilidades, três mais velhos e dois novos, todos americanos", lembra-se. A filha mais nova do diretor ajudou na escolha, "Ela me disse que tinha assistido ao filme Before Night Falls, de Julian Schnabel, e visto um francês lindo, sexy e perfeito para o papel. Mandamos uma passagem para Olivier, fizemos o teste e ficou claro para todo o mundo que tínhamos achado o nosso ator". Seu personagem também foi retratado como francês quando Martinez foi escalado. Lyne disse: "Acho que ajuda a entender como Connie pode ter entrado nesse caso - ele é muito sedutor, fazendo até coisas comuns". Uma vez escolhido o papel, Martinez, com a aprovação de Lyne, mudou parte de seu diálogo e a cena em que ele seduz pela primeira vez a personagem de Lane, enquanto ela está olhando um livro em Braille. Segundo Martinez, "a história que foi inventada antes era muito mais sensual, erótica e clara".
Lyne escolheu Lane no papel de Constance depois de vê-la no filme A Walk on the Moon. Ele achava que a atriz "respira uma certa sexualidade. Mas ela é simpática e acho que tantas mulheres sexy tendem a ser difíceis e duras ao mesmo tempo". Lyne também queria que Gere e Lane ganhassem peso para retratar o conforto de um casal de meia idade. Em particular, ele queria que Gere ganhasse 30 libras e deixasse rosquinhas no trailer do ator todas as manhãs.
Lyne convidou o diretor de fotografia Peter Biziou, com quem ele fez 9½ Weeks, para filmar Unfaithful. Depois de ler o roteiro, Biziou achou que a história era apropriada para a proporção clássica de 1.85:1 porque "muitas vezes tem dois personagens trabalhando juntos no quadro". Durante a pré-produção, Biziou, Lyne e o desenhista de produção Brian Morris usaram uma coleção de fotografias como referências de estilo. Isso incluiu fotos de revistas de moda e fotos de fotógrafos de destaque.

### Filmagem principal
Inicialmente, a história foi ambientada em ambientes com neve, mas essa ideia foi rejeitada desde o início. A filmagem principal começou em 22 de março de 2001 e terminou em 1º de junho de 2001, com Lyne fotografando em continuidade sempre que possível. O filme foi filmado principalmente em Nova York. Durante a sequência de tempestade de vento em que Connie conheceu Paul, choveu e Lyne usou as condições meteorológicas nubladas para as cenas nas ruas. O diretor também preferiu fotografar interiores práticos no local, para que os atores pudessem "sentir um sentimento íntimo de pertencimento", lembra Biziou. O diretor de fotografia também usou luz natural o máximo possível.
Às vezes, a direção de Lyne teve seu preço no elenco e na equipe. Em uma cena que ocorre em um escritório, o diretor o enche de fumaça, um efeito que "torna as cores menos contrastantes, mais suaves". De acordo com Biziou, "a textura que dá ajuda a diferenciar e separar vários níveis de densidade das trevas mais atrás no frame". A fumaça passava de 18 a 20 horas por dia e Gere lembra: "Nossas gargantas estavam explodindo. Tínhamos um médico especial que estava lá quase o tempo todo, atirando nas pessoas com antibióticos para infecções brônquicas". Lane adquiriu uma garrafa de oxigênio para sobreviver ao cronograma rigoroso.
O filme tem muitas cenas de sexo explícito, incluindo um encontro no banheiro de um restaurante e uma relação sexual apaixonada no corredor de um prédio de apartamentos. As repetidas tomadas de Lyne para essas cenas eram exigentes para os atores, especialmente para Lane, que tinha que ser emocional e fisicamente apta para as cenas. Para se preparar para a cena de amor inicial entre Paul e Constance, Lyne fez com que os atores assistissem clipes de Fatal Attraction, Five Easy Pieces, e Last Tango in Paris. Lane e Martinez também conversavam sobre as cenas em seu trailer de antemão. Uma vez no set, eles se sentiram desconfortáveis até que várias pessoas entraram. Ela disse: "Meu nível de conforto só precisava ser alcançado rapidamente, se eu quisesse ser a atriz para interpretá-lo." Martinez não estava à vontade com a nudez. Lane disse que Lyne costumava filmar uma revista inteira de filmes, "então uma tomada custa tanto quanto cinco. No final, você está física e emocionalmente abalada".
Lane não conheceu Martinez antes das filmagens e eles não se conheceram bem durante as filmagens, espelhando a relação entre seus personagens. Um total de quatro semanas completas da programação foram dedicadas às cenas no loft de Paul, localizado no terceiro andar de um prédio de seis andares localizado na Greene Street. Biziou costumava usar duas câmeras para as cenas íntimas do filme para reduzir o número de tomadas que precisavam ser filmadas.

### Pós-produção
Lyne gravou cinco finais diferentes para Unfaithful baseado em suas experiências com Fatal Attraction, cujo término inicial foi rejeitado pelo público de teste. De acordo com Lyne, ele tinha algum debate com os funcionários da 20th Century Fox, que queriam "tornar o casamento cinzento, o sexo ruim. Lutei contra isso. Tentei explorar a culpa, o ciúme — é nisso que estou interessado". O estúdio não gostou do final "enigmático" do filme, que eles sentiram não ter conseguido punir os crimes cometidos pelos personagens. Impôs uma "linha final particularmente chocante de 'Hollywood'", que irritou Gere.
Após reações negativas de audiências de teste, o estúdio restabeleceu o final original; Poucas semanas antes do filme estrear nos cinemas, Lyne pediu a Gere e Lane que retornassem a Los Angeles para re-filmar o final.
 Lyne afirmou que o novo final era mais ambíguo que o original e foi o original do roteirista Alvin Sargent. Lyne também achou que o novo final "seria mais interessante e provocaria mais discussões", dizendo que ele intencionalmente "queria fazer um final mais ambíguo, que trata o público com muito mais inteligência".

## Recepção
Unfaithful estreou em 10 de maio de 2002 em 2,617 cinemas e arrecadou US$14 milhões, com uma média de US$5,374 por tela. O filme faturou US$52 milhões na América do Norte e um total de US$119 milhões em todo o mundo, bem acima do seu orçamento de US$50 milhões.

### Resposta da crítica
O filme recebeu críticas mistas, embora Diane Lane tenha recebido elogios por seu desempenho. Atualmente, tem uma classificação de 50% no Rotten Tomatoes com base em 167 avaliações, com uma classificação média de 5.7/10. O consenso diz: "Diane Lane brilha no papel, mas o filme não acrescenta nada de novo ao gênero e a resolução é insatisfatória". O crítico de cinema da CNN, Paul Tatara, escreveu: "O público quando o vi ria nos momentos errados, e isso é um mau sinal quando eles deveriam estar tendo um ataque cardíaco coletivo". O crítico do Entertainment Weekly Owen Gleiberman concedeu ao filme uma nota "A-" e elogiou Lane por ter "o desempenho mais urgente de sua carreira", escrevendo que ela "é uma revelação. O jogo da luxúria, romance, degradação e a culpa em seu rosto é a verdadeira história do filme ". Roger Ebert, do Chicago Sun-Times, escreveu: "Em vez de aumentar o enredo com emoções manufaturadas recicladas, está contente em contemplar dois adultos razoavelmente sãos que se metem em um dilema quase insolúvel". Em Los Angeles Times, o crítico Kenneth Turan escreveu: "O único artista que consegue se interessar por sua personagem é Lane. Seja sua tentativa inicial desconfiada, seu abandono sensual posterior ou sua ambivalência sem fim, Constance de Lane parece estar realmente vivendo o papel em uma maneira que ninguém mais combina, uma maneira com a qual todos podemos nos conectar ".
Stephen Holden no The New York Times louvou o "roteiro tenso e econômico" que "explora a medula de seus personagens (e os detalhes perfeitamente selecionados da vida doméstica) sem desperdiçar uma palavra. Esse roteiro ajuda a fundamentar um filme cuja imaginação visual paira em algum lugar entre a novela e um portentoso surrealismo pop". USA Today deu ao filme três estrelas e meia de quatro e Mike Clark, escreveu: "Diane Lane também alcança um novo patamar na carreira com seu melhor desempenho desde A Little Romance de 1979". Em seu comentário para o Washington Post, Stephen Hunter escreveu: "No final,  Infiel  deixa você desanimado e mal-humorado: todo esse dinheiro gasto, todo esse talento desperdiçado, todo esse tempo gasto para sempre, e para quê? É um filme ruim que não impressiona ninguém". David Ansen, em sua revisão para Newsweek, escreveu: "Unfaithful mostra o quão poderosa, sexy e inteligente cineasta Lyne pode ser. É uma pena que ele substitua a mecânica do suspense pelo suspense real do que se passa entre um homem e uma mulher, um marido e uma esposa". Andrew Sarris, em seu comentário para The New York Observer, escreveu: "Em última análise, Unfaithful é o escapismo em sua forma mais pura, e estou disposto a experimentá-lo nesse nível, mesmo com toda a alegria sem mostrar, quase não há humor", e concluí que era "um dos muito poucos filmes populares atualmente dirigidos exclusivamente para adultos".
A Entertainment Weekly incluiu Unfaithful em sua lista de "50 Filmes Mais Sexy de Sempre", no 27.º lugar.

## Prémios e nomeações

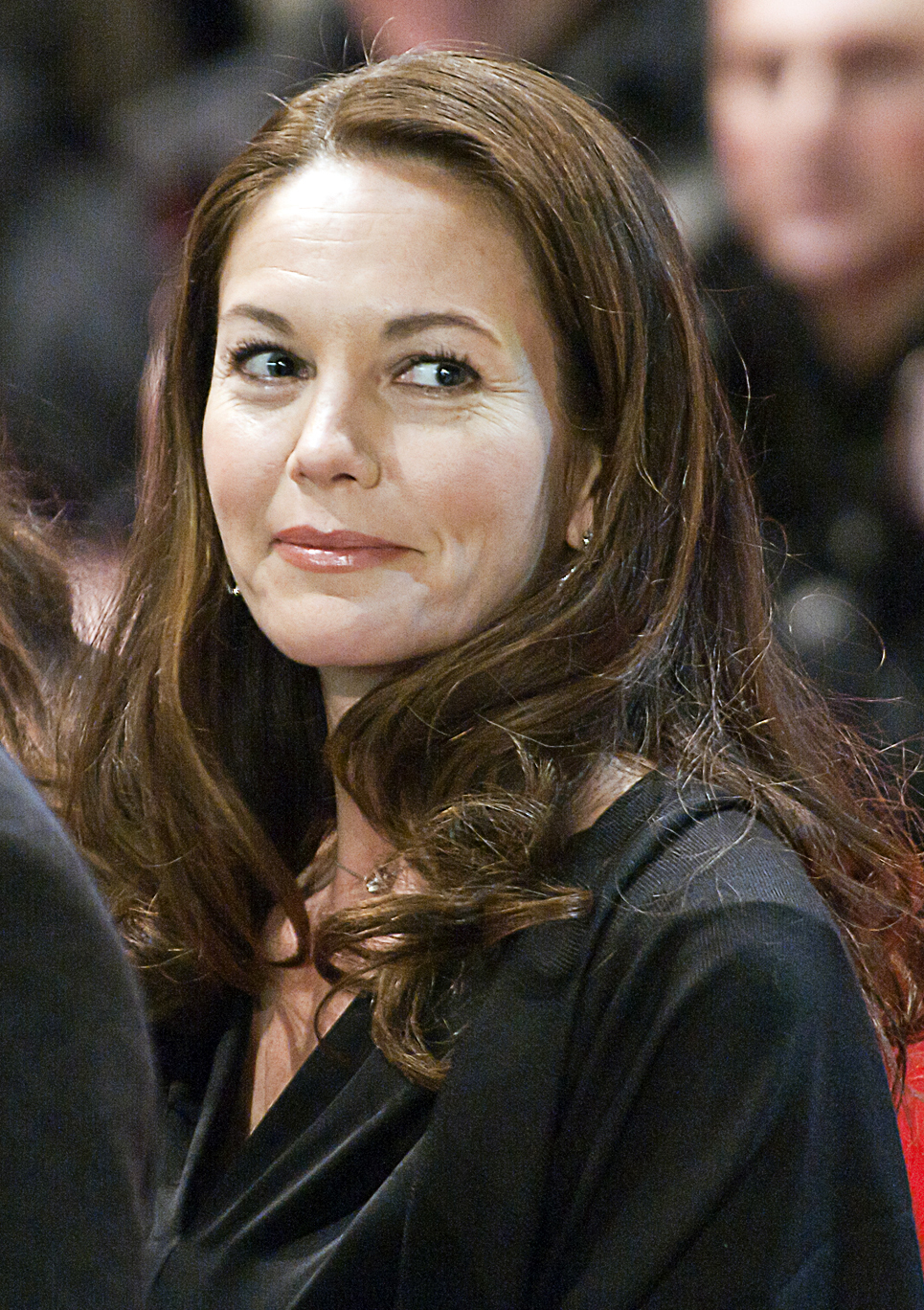
Diane Lane foi indicada ao Globo de Ouro e ao Oscar por seu desempenho

O tema da campanha do estúdio consistiu no que o estúdio chamou de "cena icônica" do filme: Constance relembrando seu primeiro encontro com Paul enquanto ela toma o trem para casa. De acordo com Tom Rothman, presidente da Fox Filmed Entertainment, "Essa cena capturou o poder de sua performance. É disso que todos falam depois que a viram". Quatro dias antes da votação do Associação de Críticos de Nova Iorque, Lane recebeu uma homenagem de carreira da Film Society of Lincoln Center. Um dia antes disso, Lyne organizou um jantar para a atriz no Four Seasons Hotels and Resorts. Críticos e eleitores do prêmio foram convidados para ambos. Lane venceu a Sociedade Nacional de Críticos de Cinema, Globo de Ouro e um Oscar de Melhor Atriz. Entertainment Weekly classificou Unfaithful na 27 posição na lista "50 filmes mais sexy de todos os tempos".
National Society of Film Critics
- Prêmio de melhor atriz[35]

New York Film Critics Circle
- Prêmio de melhor atriz[35]

Oscar 2003
- Indicada: Melhor atriz (Diane Lane)[36]

Globo de Ouro
- Indicada: Melhor atriz - drama (Diane Lane)[37]